# HK ESMARK Košice
A HK ESMARK Košice egy szlovák jégkorongcsapat Kassán. A klub a harmadosztályú 2. hokejová liga keleti csoportjában játszik. A csapat beceneve a Zubry, ami magyarul bölényeket jelent.

## Története
A klubot 2025-ben alapította Jerguš Spodniak, a felnőttcsapata a 2025-26-os szezontól kezdődően játszik a harmadosztályú 2. hokejová ligában.

## Játékoskeret
A 2025-26-os játékoskeret tagjai:

### Csatárok
- 8 - Denis Markuš
- 15 - Andrej Kiss
- 19 - Kristián Uhrin
- 23 - Samuel Nagy
- 24 - Igor Halás
- 51 - Matúš Matis
- 92 - Dominik Šimčák

### Védők
- 6 - Dušan Kmec
- 7 - Šimon Stríž
- 11 - Adam Markuš
- 37 - Dimitrij Koksarov
- 91 - Martin Lenďák

### Kapusok
- Jerguš Spodniak